# Cameron Bay (Pornodarstellerin)
Cameron Bay (* 22. Oktober 1984 in Orange County, Kalifornien) ist eine US-amerikanische Pornodarstellerin. Über die Branche hinaus bekannt machte sie ihre im Jahr 2013 bekannt gewordene HIV-Infektion. Das Bekanntwerden der Infektion führte zu einem einwöchigen Produktions-Moratorium der Pornoindustrie in der Region Los Angeles im August 2013.

## Leben
Von 2007 bis 2008 musste Cameron Bay eine anderthalbjährige Gefängnisstrafe in Arizona absitzen.
Nach ihrer Haft trat Bay mit ihrem damaligen Lebensgefährten 2009 zunächst in VH1’s Tool Academy auf, einer Reality-Show, in der unangepasste Lebensgefährten in beziehungsgeeignete Personen umgewandelt werden sollen. Die beiden wurden jedoch bereits in der ersten Runde abgewählt.

## Karriere in der Pornoindustrie
Ab 2010 begann sie, Pornofilme zu drehen. Dabei trat sie neben dem Pseudonym Cameron Bay unter den Namen Ashton, Cameron Lane und Ryder auf. In ihrem ersten Auftritt war sie in einer Gruppensex-Szene zu sehen. Nach dem Dreh litt sie unter einer Nierenentzündung. Insgesamt drehte Cameron Bay neun Pornofilme. Sie war Darstellerin in Produktionen von Hustler, Zero Tolerance, 21Sextury und Kink.com. Analsex und BDSM-Praktiken waren dabei lediglich in einer Produktion für Kink.com zu sehen.

## HIV-Infektion
Im August 2013 wurde bekannt, dass ein HIV-Test Cameron Bays positiv ausgefallen sei. Das Bekanntwerden schockierte die US-amerikanische Pornobranche und brachte die Produktion zeitweise zum Erliegen. Nach einer Woche wurde dieses Moratorium aufgehoben, nachdem die Drehpartner Camerons ebenfalls auf HIV getestet worden waren. Kurz darauf wurde jedoch die HIV-Infektion weiterer Pornodarsteller bekannt, es kam erneut zu einem Moratorium.
Im September 2013 wurden drei weitere HIV-Infektionen von Pornodarstellern bekannt, unter anderem die des Lebensgefährten Cameron Bays Rod Daily.
Da in der Pornoindustrie weder Krankenversicherungen noch Gewerkschaften oder andere soziale Sicherungseinrichtungen üblich sind, stellte das plötzliche Ende ihrer Pornokarriere Bay vor eine schwere Situation. Am 11. September wurde durch XBIZ bekanntgegeben, dass ein Spendenkonto für Cameron Bay eingerichtet worden sei, um sie bei der Bestreitung der Kosten für ihre Erkrankung zu unterstützen.
Nach dem Ende ihrer Karriere kritisierte Cameron die mangelnde Aufklärung über HIV und AIDS in der amerikanischen Pornoindustrie. Sie forderte, dass zukünftig die Nutzung von Kondomen eine echte und mögliche Alternative sein müsse, und kritisierte den in der Industrie notwendigen monatlichen HIV-Test als unzureichend.

## Auswirkungen des Bekanntwerdens der HIV-Infektion
Das Bekanntwerden der HIV-Infektion Cameron Bays führte zu Untersuchungen staatlicher Behörden für Gesundheitsschutz und für Arbeitssicherheit in einem der Pornostudios, in denen Bay drehte. Der Fall Cameron Bay stellt die amerikanische Pornoindustrie vor ein erhebliches Problem. Eine Volksbefragung im Los Angeles County führte zur Einführung einer Kondompflicht bei Pornofilmproduktionen, die von Pornofilmproduzenten bekämpft wird. Das Bekanntwerden von HIV-Infektionsfällen bei Pornodarstellern stellt deshalb einen Rückschlag in diesem Anliegen dar. Darüber hinaus brachte der Abgeordnete Isadore Hall im kalifornischen Parlament einen Gesetzentwurf ein, der die Kondompflicht im gesamten Bundesstaat Kalifornien einführen soll.

## Filmografie
- 2013: Big Boob Orgy 4
- 2013: My Gigantic Toys 18
- 2013: Public Disgrace 31517
- 2013: She's a Handful 2